# Blackview
Blackview是中國一家總部位於香港的智能手機生產商，隸屬於深圳市多科電子有限公司，其產品於全球多國市場銷售。

## 外部連結
- 官方網站（全球）（页面存档备份，存于）
- 官方網站（中國）（页面存档备份，存于）